# František Haduch
František Haduch (26. října 1907 Krompachy – 2. nebo 12. března 1978 Košice) byl slovenský a československý politik Komunistické strany Slovenska a poúnorový poslanec Národního shromáždění ČSR.

## Biografie
Působil jako funkcionář ROH. Byl mu udělen Řád práce.
Po volbách do Národního shromáždění roku 1948 byl zvolen do Národního shromáždění za KSČ ve volebním kraji Košice. Mandát nabyl až dodatečně v říjnu 1951 jako náhradník poté, co rezignoval poslanec Ivan Roháľ-Iľkiv. V parlamentu zasedal až do konce funkčního období, tedy do voleb v roce 1954.
V letech 1955, 1957 a 1958 se uvádí jako člen Ústřední revizní komise Komunistické strany Slovenska.